# Új városközpont (Brassó)
Brassó új városközpontja (románul Centrul Nou) egy nagy kiterjedésű, főleg a 20. század második felében épített panelházakból álló városnegyed, a történelmi központtól keletre. Több kisebb városrészt foglal magába:
- Közigazgatási központ (románul Centrul Civic), 1987-ben épített tömbház- és irodaház-negyed; számos állami intézmény, cég, és bank székhelye.
- Bolonya (románul Blumăna), a Csiga-domb északi lejtőitől az Egyetem-dombig húzódó, történelmi, egykoron főleg magyarok lakta városrész.
- Vasútállomás környéke, panelházakból álló lakótelep, több szállodával és bevásárlóközponttal.
- Mihai Viteazu (vagy Griviței), Bolonya és az állomásnegyed közötti rész.
- Caragiale (vagy Scriitorilor), az Astra-negyed és a Florilor-Kreiter közé ékelődve.

## Képek

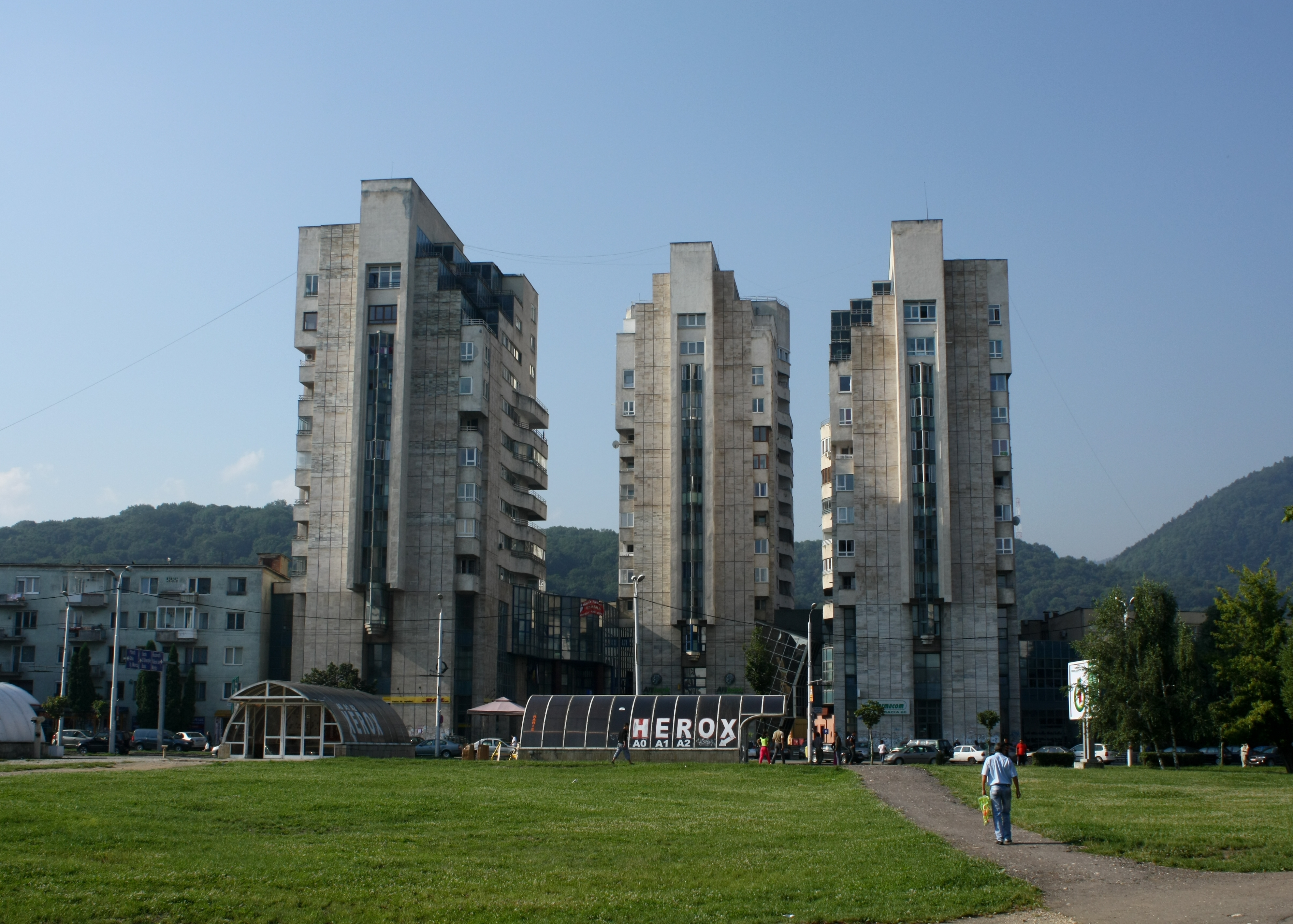
Közigazgatási központ
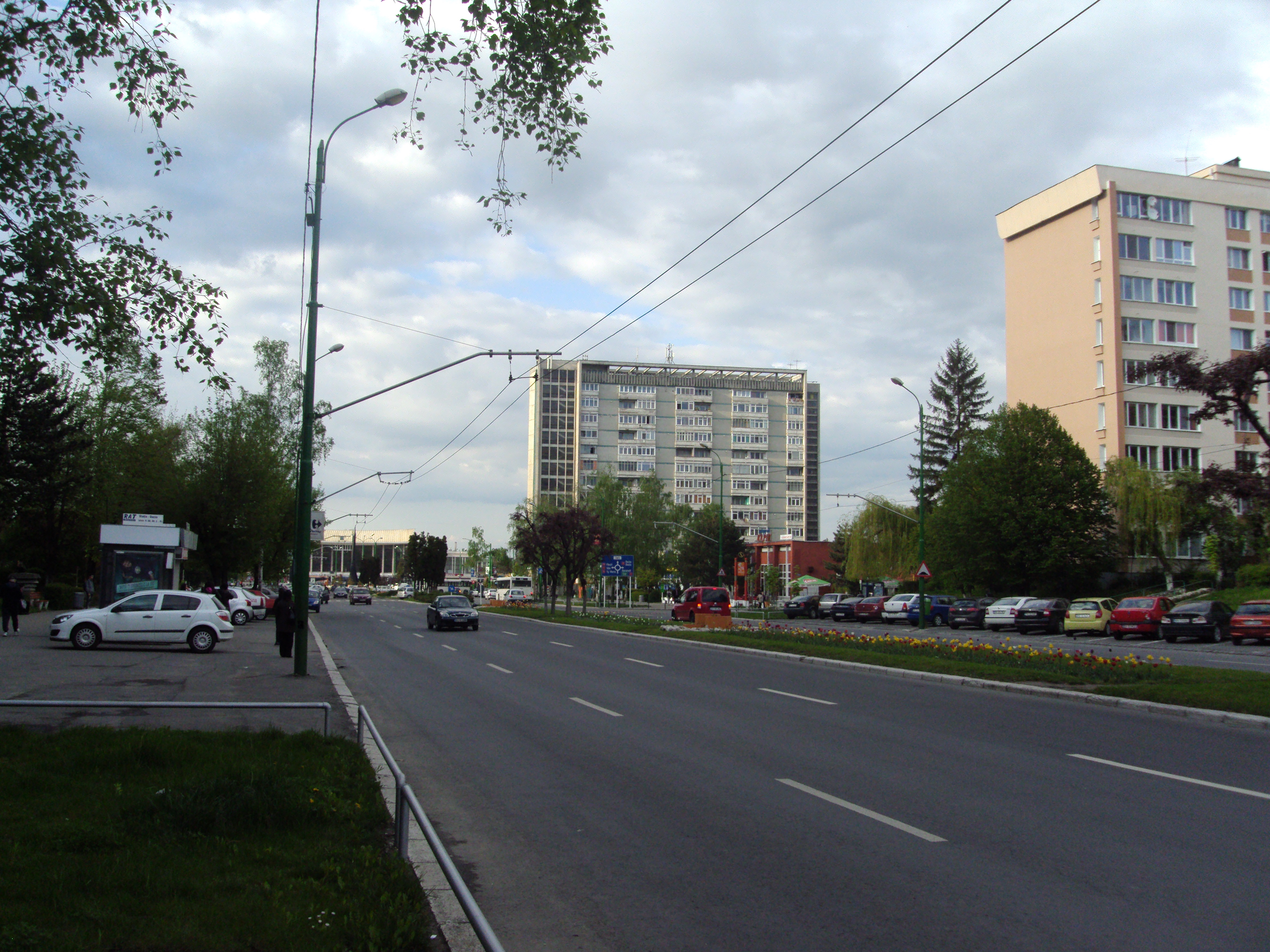
Állomáskörnyék
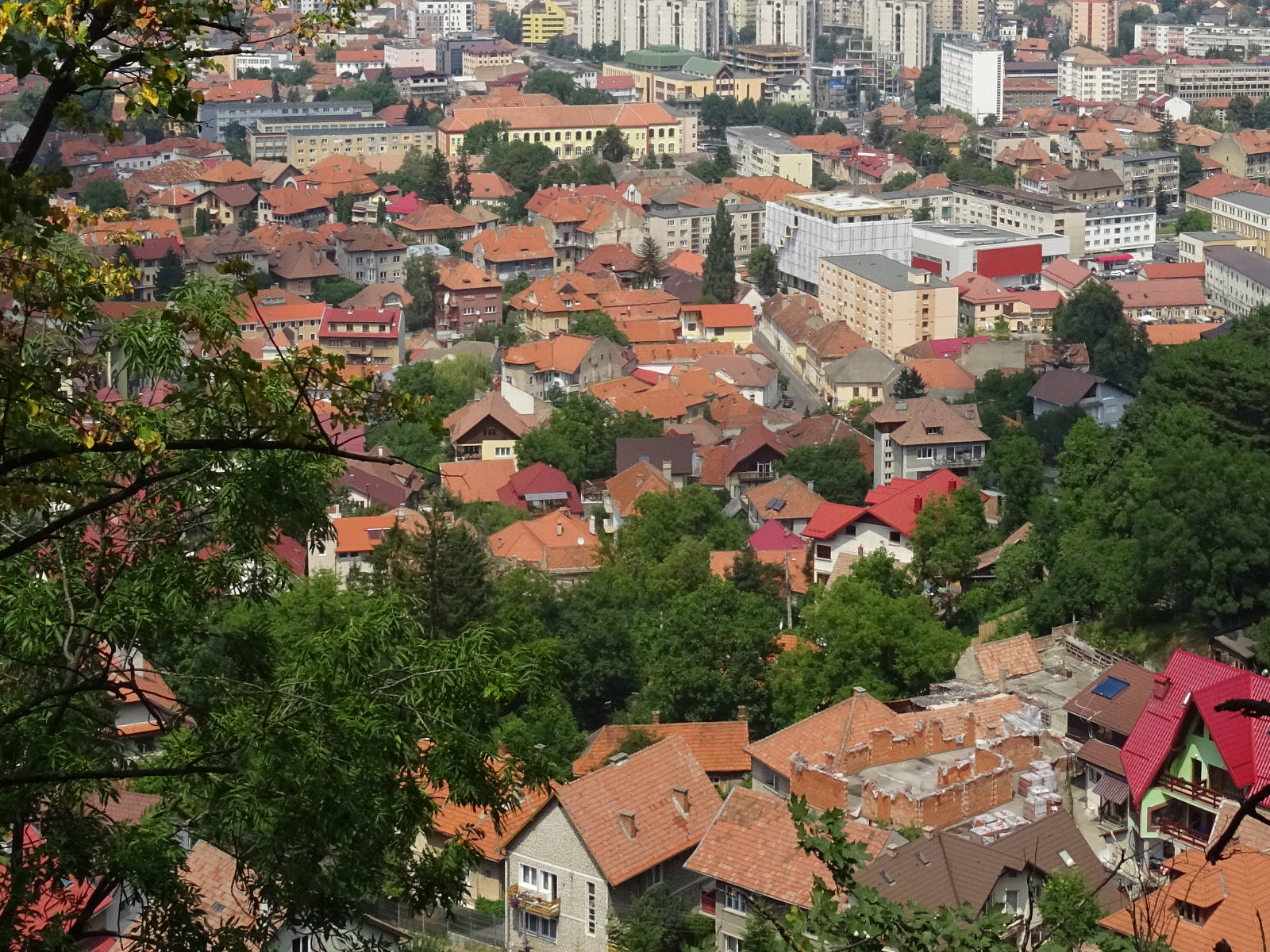
Bolonya
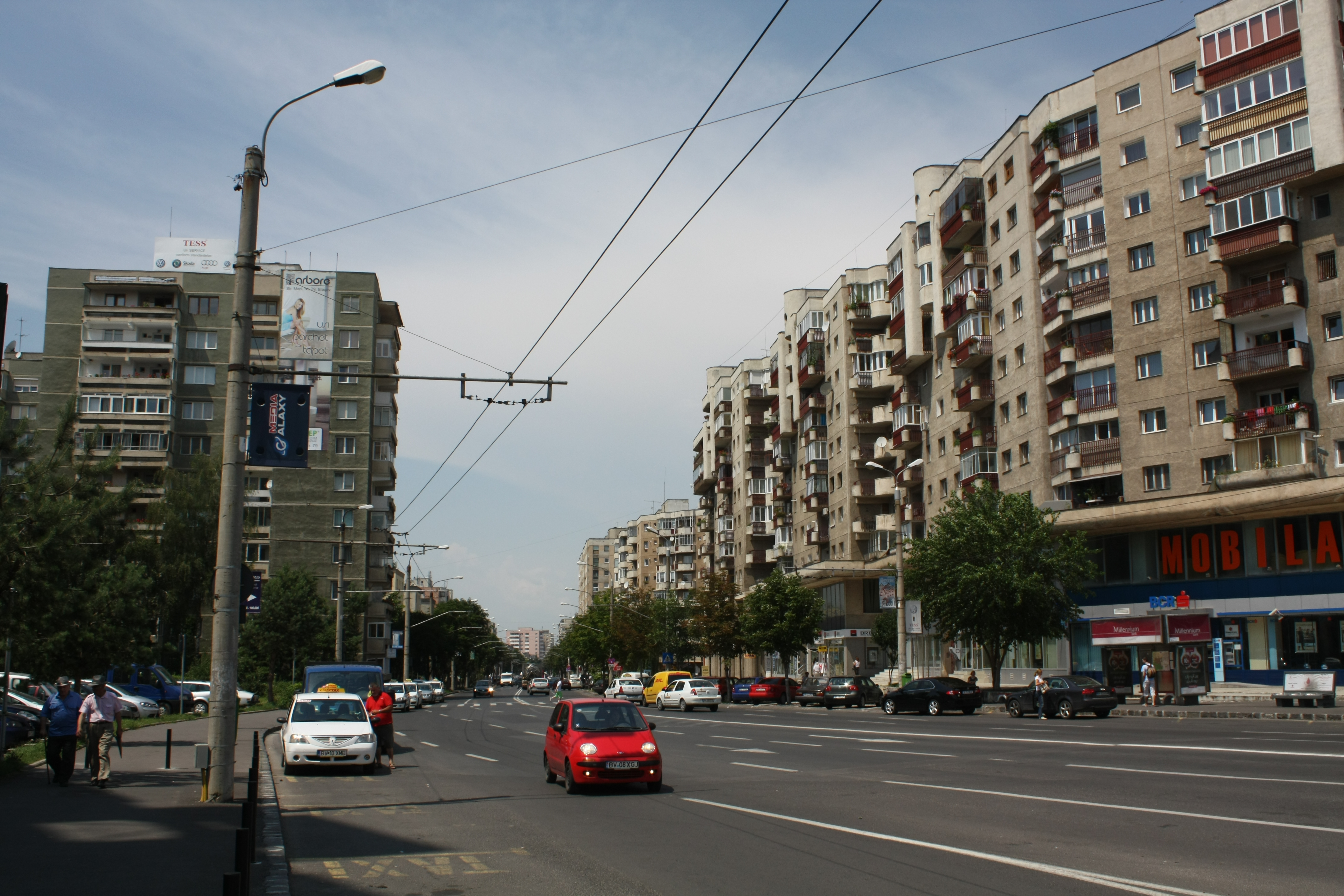
Griviței
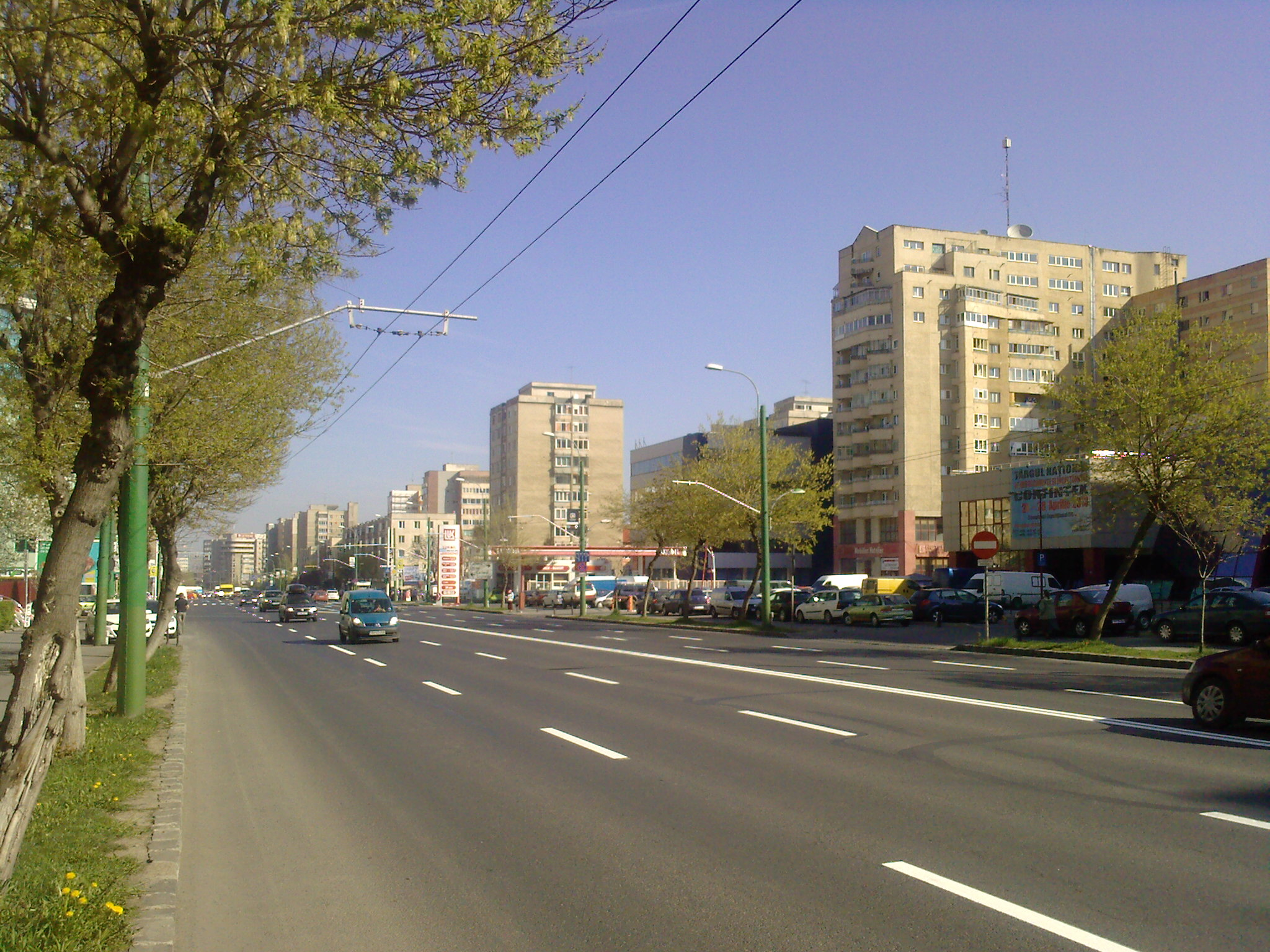
Caragiale